# Pane Cappelli
Il Pane Cappelli è un tipo di pane prodotto in Abruzzo ed in particolare della provincia di Chieti e fa parte dei Prodotti agroalimentari tradizionali abruzzesi.